# La Blanqueada
La Blanqueada es uno de los 62 barrios oficialmente reconocidos de Montevideo, Uruguay. Dividido en los Municipios CH y E, se trata de una zona residencial de gran crecimiento y desarrollo sobre la transitada avenida 8 de Octubre, eje del barrio.
Su nombre, según el geógrafo mallorquín radicado en el Uruguay a finales del siglo XIX Orestes Araújo, se derivaría de la existencia de una casa de comercio pintada de color blanco en el inicio del poblamiento de la zona. El barrio se extiende, teniendo como eje la avenida 8 de Octubre, aproximadamente entre bulevar Artigas, bulevar José Batlle y Ordóñez, avenida Italia y Monte Caseros. Limita con los barrios de Parque Batlle al sur, La Unión al sureste, Larrañaga al norte, Villa Española al noreste y Tres Cruces al oeste.

## Historia
El barrio tiene en primer lugar una importancia histórica, ya que en la Quinta de la Paraguaya (ubicada en la actual intersección de las avenidas Garibaldi y 8 de Octubre) José Artigas fue proclamado en una asamblea, Jefe de los Orientales, en 1811. 
A su vez, La Blanqueada es un barrio importante en la historia del fútbol, ya que el primer partido de fútbol jugado en la Banda Oriental del Río Uruguay, tuvo lugar en 1881 en el ground de la Blanqueada, en donde se enfrentaron el Montevideo Rowing Club y el Montevideo Cricket Club, dos instituciones inglesas sportivas.
Con el paso de las décadas, comenzó a mostrar un crecimiento cada vez más constituido, que se traslada hacia la actualidad. Una muestra de ello radica en que es una zona integrada por múltiples servicios. No obstante, también es un barrio con zonas verdes. Además, contiene un pulmón verde no solo de La Blanqueada sino del Parque Batlle, barrio vecino, el Parque Batlle, antes conocido como Parque de los Aliados.

### Actualidad

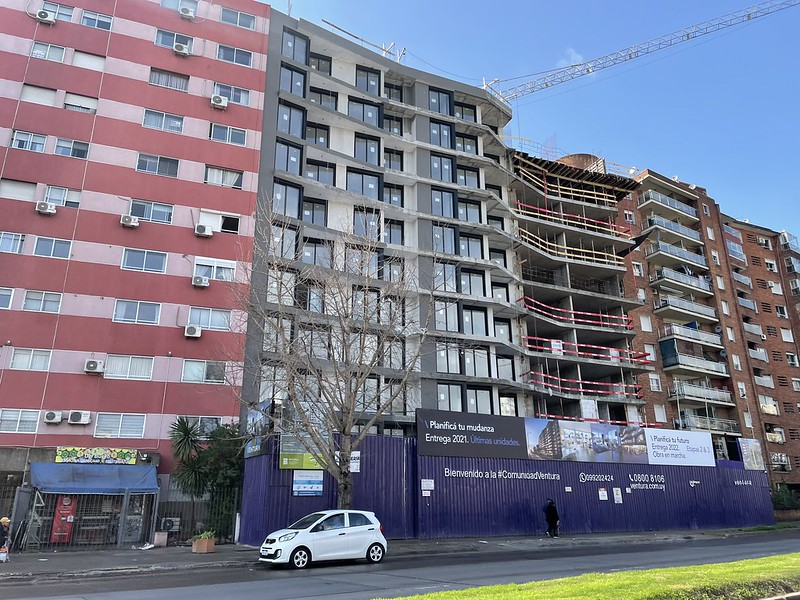
Imagen de un emprendimiento inmobiliario, en el límite entre La Blanqueada y Unión.

Hoy en día, La Blanqueada se caracteriza por ser uno de los barrios de mayor desarrollo de la capital uruguaya. El precio del metro cuadrado en esta zona, es uno de los que muestra un mayor crecimiento. Un reflejo de ello radica en los numerosos emprendimientos inmobiliarios que se están realizando en el barrio. También se trata de uno de los barrios más cotizados por los ciudadanos argentinos que planifican instalarse en el país.
En cuanto a su conectividad, mantiene una excelente locomoción hacia toda la ciudad, conectándose a todo tipo de barrios. Por la avenida 8 de Octubre hay más de una docena de líneas de transporte hacia el centro y hacia distintos barrios del este de la ciudad (Malvín, Carrasco, Carrasco Norte, Paso Carrasco, Unión, Maroñas, Punta de Rieles, Piedras Blancas, Manga, etc.). Por la avenida Garibaldi tiene líneas hacia Pocitos, Buceo, Punta Carretas hacia el sur y al Prado, Belvedere, La Teja, Cerro, Sayago, Colón hacia el norte. Su proximidad con avenida Italia la comunica con Ciudad de la Costa y todo el este del país. Está muy próximo a la Terminal Tres Cruces de transporte interdepartamental. Esto evidencia la cantidad de barrios limítrofes que se pueden encontrar: La Unión al este (a partir de Propios y 8 de Octubre), Parque Batlle al sur (a partir de Av. Italia y Garibaldi), Villa Española al norte (a partir de Centenario y Propios) y La Comercial al oeste (a partir de Bv. Artigas y Garibaldi).
Existen además numerosos servicios de bancos, supermercados, farmacias, panaderías y confiterías, papelerías, ferreterías, entre otros.

## Sitios destacados

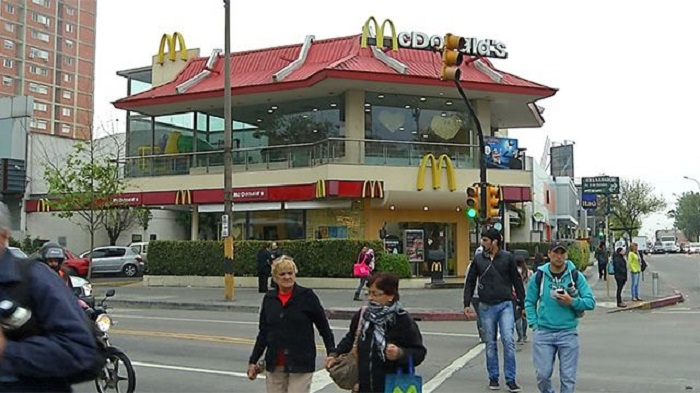
Icónica esquina del barrio, en el cruce entre la Avenida 8 de Octubre y el Bulevar José Batlle y Ordóñez.

La zona tiene múltiples servicios, desde bancos hasta cadenas de supermercados. Son numerosos los centros de salud públicos y privados y los laboratorios de la zona. Entre ellos se destacan el Sanatorio N.º 3 del CASMU (Maternidad), el Sanatorio SMI (antes Impasa), el Hospital Evangélico, la mutualista Médica Uruguaya, el Policlínico del Círculo Católico y el Hospital Militar. Según se consideren sus límites, también están en La Blanqueada el Hospital de Clínicas de la Facultad de Medicina de la Universidad de la República, el Hospital Británico, el Hospital Italiano de Montevideo y el antes llamado Sanatorio Larghero, hoy Juan Pablo II, perteneciente también al Círculo Católico.
Además, hay numerosos centros educativos públicos y privados. Entre los públicos, las escuelas Costa Rica y Edmundo de Amicis, la n.º 13 Joaquín Mestre en la calle Abacú, la escuela n.º 80 [Juan Antonio Lavalleja] y la n.º 28 República de Panamá (ambas en el mismo edificio ubicado en Monte Caseros, vecino al Servicio de Inteligencia del Ejército), el liceo n.º 3 Dámaso Antonio Larrañaga, el liceo n.º 8 Instrucciones del año XIII, la Escuela Superior de Comercio de La Blanqueada dependiente del CETP-UTU y la Escuela n.º 197 para sordomudos, fundada en 1910, que queda en la calle Mariano Moreno entre Juan Ramón Gómez y Gral. Urquiza. Entre los privados están el Instituto Crandon, el Colegio y Liceo Santa María, el Colegio y Liceo Logosófico. También allí está la sede central de la Universidad Católica del Uruguay Dámaso Antonio Larrañaga y varias sedes anexas, además del Instituto Universitario Mons. Mariano Soler - Facultad de Teología del Uruguay. 
También encontramos en La Blanqueada, los liceos n.º 14 y el n.º 55.

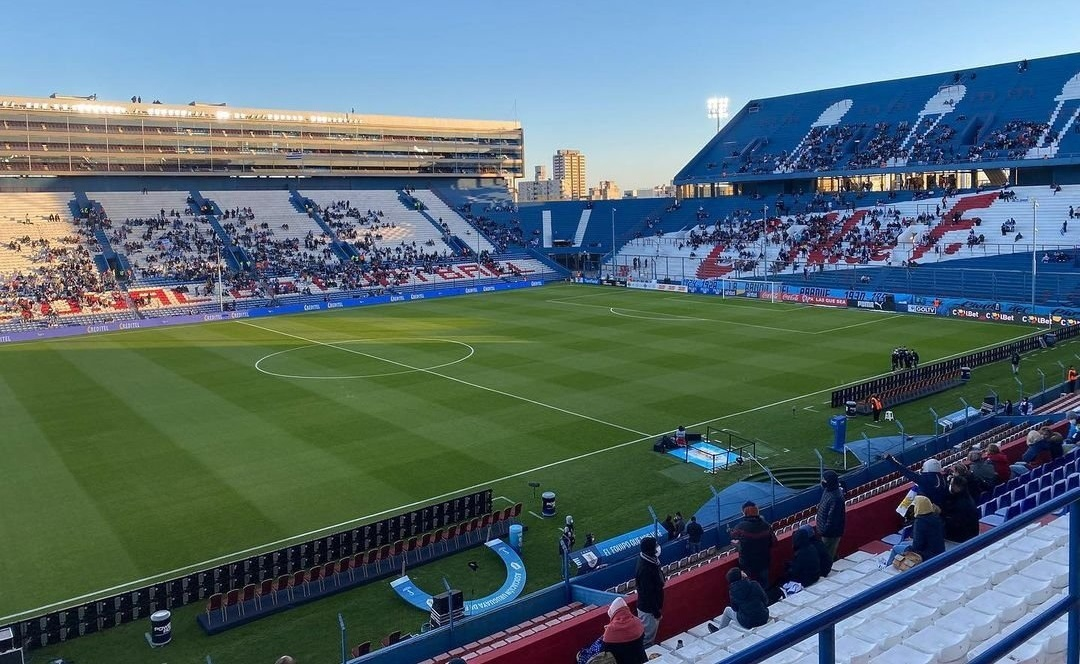
Estadio Parque Central, en el corazón del barrio La Blanqueada.

Más allá de los servicios, destacan dentro del barrio la sede social del Club Nacional de Football y el Estadio Parque Central (perteneciente al mismo club), donde se jugó el primer partido de una Copa del Mundo, el 13 de julio de 1930 entre los seleccionados de Estados Unidos y de Bélgica. Está vecino a La Blanqueada el Estadio Centenario de Montevideo, en donde la selección uruguaya salió ganadora de ese primer Mundial en 1930.
La identificación del barrio con el Club Nacional de Football es enorme, sus calles, bares, muros están identificadas con los colores. 
Próximo a 8 de Octubre y Garibaldi se encuentra el Ministerio de Defensa Nacional de Uruguay. Se aloja en un edificio que es patrimonio histórico de Montevideo, el petit hôtel construido por el arquitecto Joseph Carré para la señora Carolina Blixen de Castro en 1917. La parroquia Nuestra Señora de los Dolores, más conocida como Tierra Santa, fundada en 1919, a cargo de la orden franciscana,y la Parroquia María Reina de la Paz, que a mediados del siglo XX se fundó como capilla de la Parroquia de Tierra Santa, y el histórico tablado Jardín de la Mutual también se ubican en La Blanqueada.

## Residentes ilustres
En este barrio, casi en la esquina de 8 de Octubre y Mariano Moreno, vivió la poeta Juana de Ibarbourou.
También vivió en La Blanqueada temporalmente el dramaturgo Florencio Sánchez. 